# Lutró

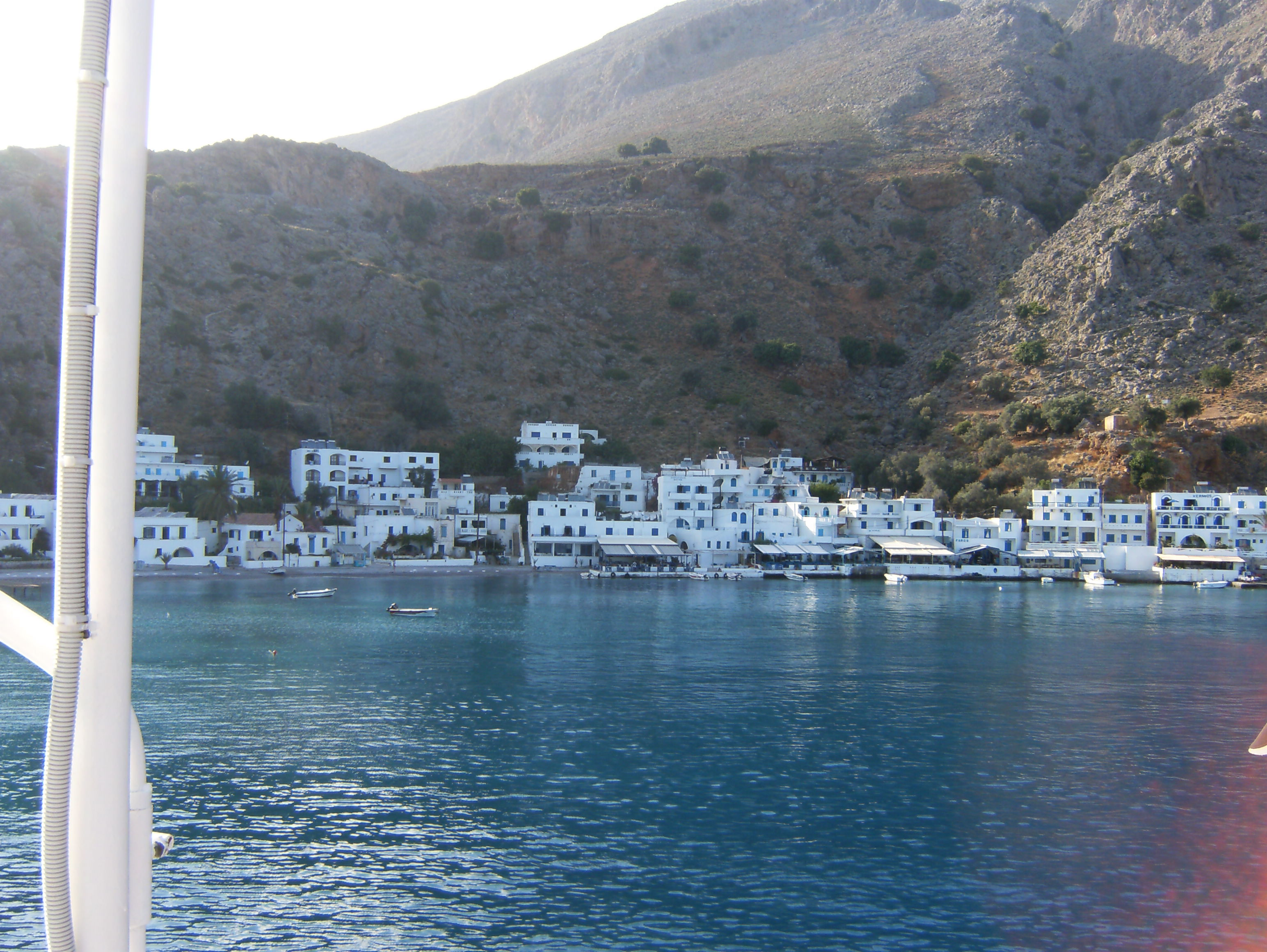
Lutró vist des del ferri

Lutró (grec Λουτρό, AFI [lu'tro]) és un llogaret del municipi de Sfakià, a la costa sud de la prefectura de Chanià, a l'oest l'illa de Creta. Lutró és en una badia encarada al sud-est i protegida del vent de Mestral (el Meltemi) a l'oest del nucli principal del municipi que és Khora Sfakion (Chora Sfakion), i a l'est del poblet d'Hàgia Rumeli (conegut per ser al final de la famosa Gorja de Samarià).
Els esfaquians tenen fama de feréstecs habitants de les muntanyes. Han participat en cada una de les revoltes contra els successius invasors de Creta: francs, venecians, turcs, alemanys...

## Història
Lutró és un lloc xic però ha tingut una història moguda.
És al costat de Phoinix o Phoinikous, l'antic port d'Anopolis, un lloc important a les èpoques hel·lenística i romana.
Va ser una base dels pirates sarraïns per rapinyar tot el sud de l'illa.
Els venecians hi van fer un petit fortí a la punta del cap que domina la badia, les seves ruïnes encara hi són actualment.
Els turcs hi van fer una altra fortalesa al damunt del turó que separa els nuclis actuals de Lutró i Fínix.

## Com arribar-hi
L'única manera d'arribar a Lutró és en vaixell (des de Khora Sfakion) o a peu per caminets de cabres. No hi arriba cap carretera, no hi ha carrers, només dues fileres de cases baixes encarades a la badia, sense trànsit, això és part del seu encant únic.
El ferry surt de Khora Sfakion, passa per davant d'una costa rocallosa de cales i penya-segats de fins a 700 m d'alt aixecant-se sobre un mar blau, i arriba a la tranquil·la badia de Lutró, on espera una filera de casetes blanques a tocar d'una estreta platgeta de grava, una joieta amagada entre les muntanyes esfaquianes.
Les coordenades nàutiques aproximades són 35° 11′ 53″ N i 24° 4′ 48″ E.
Unes poques dotzenes de residents (la majoria estacionals) viuen principalment del turisme.
Hi ha uns quants apartaments i petits hotels, i un grapat de petits restaurants i bars.
Els subministraments venen en ferry des de Sfakià. Els residents solen utilitzar el seu propi vaixell per a anar i venir.

## Lutró com a destinació turística
Lutró és una destinació turística només per als que busquen tranquil·litat i silenci: no hi ha cap dels entreteniments habituals del turisme de massa, cap discoteca, el més entretingut que es pot fer és:
- Seure en una terrassa davant del mar i prendre's un Cafè frappé sense presses, contemplar l'horitzó, el mar o els vòltors planejant per sobre d'Anòpolis. Esperar l'arribada del pròxim ferry carregat de xirucaires que han baixat la gorja de Samarià per veure quina mena de fauna en baixa. Ja cap al tard, contemplar com baixen les cabres de la muntanya per rebre un sac de garrofes al moll.
- Fer caminades pels réssecs voltants tot buscant ombres, com a cas d'escarràs extrem es pot pujar caminant el camí de mules fins al poblet d'Anòpolis (lloc de dalt), 700 m més amunt del nivell del mar. Un altre possible itinerari amb vistes impressionants és explorar la Gorja d'Aradena i el seu pont famós entre els aficionats al salt de pont.
- Llogar una canoa i fer una escapada a alguna de les platges veïnes de sorra fina, com Màrmara (platja de marbre) al final de la gorja d'Aradena, o a la platja de Glyka Nera (aigua dolça) freqüentada per naturistes.